# Tjudo s kositjkami
Tjudo s kositjkami (russisk: Чудо с косичками) er en sovjetisk spillefilm fra 1974 af Viktor Titov.

## Medvirkende
- Irina Mazurkevitj som Tanja Malysjeva
- Anna Zjarova som Svetlana Kropotova
- Igor Jasulovitj
- Aleksandr Kaljagin
- Naum Dymarskij